# Envidioso
Envidioso è un singolo del rapper italiano Capo Plaza, pubblicato il 16 aprile 2021 come primo estratto dalla riedizione del  terzo album in studio Plaza.

## Descrizione
Il brano vanta la collaborazione del rapper spagnolo Morad.

## Tracce
1. Envidioso (feat. Morad) – 3:16

## Classifiche
| Classifica (2021) | Posizione massima |
| ----------------- | ----------------- |
| Italia            | 28                |